# Werner Hahn (Politiker)

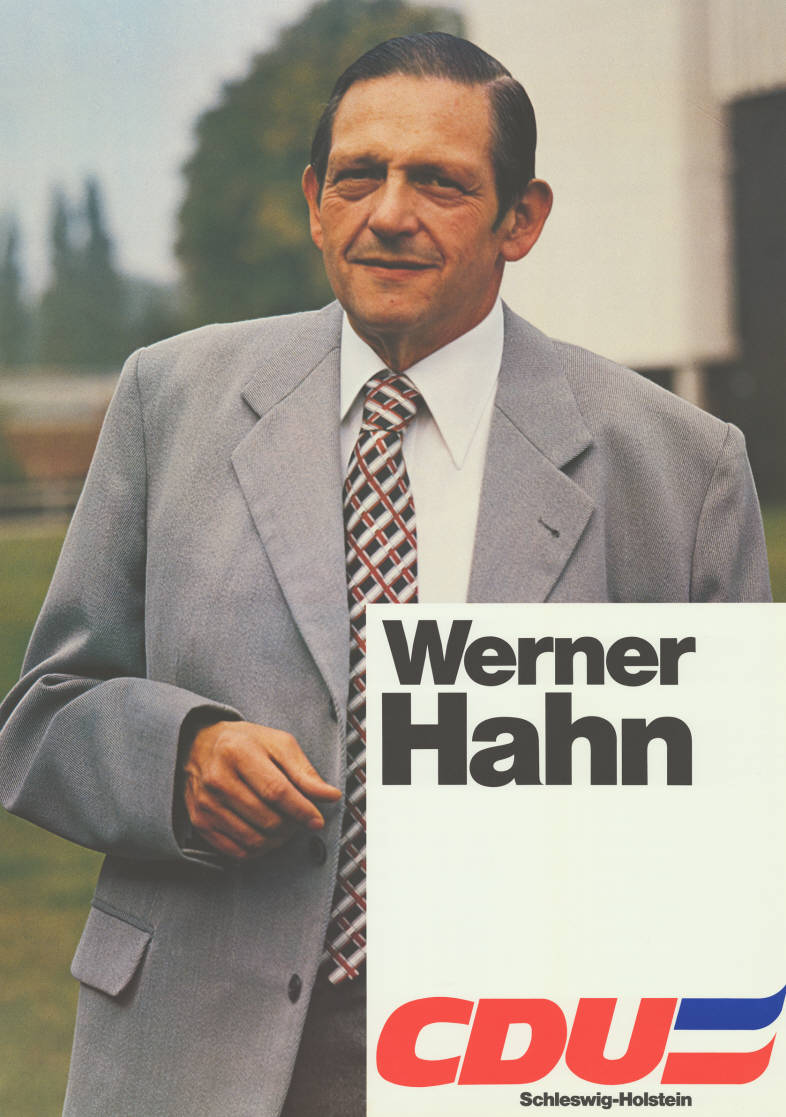
Kandidatenplakat zur Landtagswahl in Schleswig-Holstein 1979

Werner Hahn (* 22. März 1924 in Rendsburg; † 10. Mai 1985) war ein deutscher Kaufmann und Politiker (CDU). Er war von 1967 bis 1983 Mitglied des Landtags von Schleswig-Holstein.

## Leben
Werner Hahn besuchte das Gymnasium in Rendsburg und absolvierte danach von 1940 bis 1942 eine kaufmännische Lehre. Er beantragte am 26. Juni 1942 die Aufnahme in die NSDAP und wurde zum 1. September desselben Jahres aufgenommen (Mitgliedsnummer 9.146.813). Von 1942 bis 1945 war er Dienstverpflichteter der Kinderlandverschickung, anschließend kaufmännischer Angestellter.
Seit 1948 war er selbstständig als Mitinhaber der Firma L. E. Hahn in Rendsburg im Tabak-, Süßwaren- und Spirituosen-Großhandel tätig. Hahn war in verschiedenen Unternehmerverbänden tätig, so war er Vorsitzender des schleswig-holsteinischen Landesfachverbands des Tabakwaren-Großhandels in Kiel, ab 1967 Präsident des Bundesverbands Deutscher Tabakwaren-Großhändler (BDTA) in Köln und ab 1974 Präsident des europäischen Tabakwaren-Großhändler-Verbands (ETV) in Brüssel. Zudem war er Mitglied der Vollversammlung der Industrie- und Handelskammer in Kiel und Beiratsmitglied des Unternehmensverbands Rendsburg-Neumünster.
Für die CDU, der er seit 1955 angehörte, übte Hahn von 1969 bis in die 1970er Jahre das Amt des Kreisverbandsvorsitzenden in Rendsburg-Eckernförde aus.
Bereits im Jahr 1955 wurde er erstmals in den Kreistag von Rendsburg-Eckernförde gewählt, später war er zeitweise Kreistagspräsident.
Bei den Landtagswahlen 1967, 1971, 1975 und 1979 wurde Hahn jeweils als Direktkandidat der CDU im Wahlkreis 14 (Rendsburg-Ost) in den schleswig-holsteinischen Landtag gewählt, er war Abgeordneter vom 16. Mai 1967 bis zum 12. April 1983. Im Landtag war er von 1967 bis 1971 als Vorsitzender des Ausschusses für Jugend und Sport, anschließend bis 1979 als Vorsitzender des Ausschusses für Jugendfragen tätig. Daneben war er unter anderem langjähriges Mitglied im Finanzausschuss und im Wirtschaftsausschuss des Landtags. Vom 28. Juni 1971 bis zum 21. September 1982 war er zudem Parlamentarischer Vertreter des Ministers für Wirtschaft und Verkehr.
Hahn wurde 1975 das Bundesverdienstkreuz am Bande verliehen, 1982 erhielt er das Große Verdienstkreuz. Des Weiteren wurde er mit der Freiherr-vom-Stein-Medaille des Landes Schleswig-Holstein ausgezeichnet.
Werner Hahn war evangelisch und verheiratet.